# Сайкал, Махмуд
Махмуд Сайкал (пушту محمود صیقل‎; род. 1962, Кабул) — афганский архитектор и дипломат, постоянный представитель Исламской Республики Афганистан при Организации Объединённых Наций в Нью-Йорке.

## Биография и карьера
Сайкал родился и вырос в Кабуле. В 1979 году окончил французскую школу Lycee Esteqlal в столице, после чего продолжил учёбу в Кабульском университете. Во время советско-афганской войны покинул Афганистан, уехав в Австралию. Он окончил Университет Канберры в 1986, получив степень бакалавра архитектуры. Помимо этого, он прошёл обучение в Сиднейском университете (окончил в 1988 году) и получил степень магистра в области международного развития от Университета Дикина в Австралии. Свободно говорит на дари, пушту и английском языке, а также знаком с французским и арабским языками.
Сайкал начал свою дипломатическую карьеру в качестве первого секретаря, впоследствии советника-посланника посольства Афганистана в Японии в 1993 году. В конце 1994 года он был послан в качестве почётного консула Афганистана в Австралию, а в 2002 году был назначен Чрезвычайным и Полномочным послом Афганистана в Австралию и Новую Зеландию.
В 2005 году Сайкал был отозван на родину, где ему был предложен пост заместителя министра иностранных дел. В конце 2006 года он ушёл в отставку со своей должности, сославшись на высокий уровень коррупции в министерстве, став советником Программы развития ООН по стратегии развития Афганистана. Параллельно с этим, в течение некоторого времени Сайкал занимался педагогической деятельностью в Университете Канберры и в качестве приглашённого преподавателя Азиатско-тихоокеанского дипломатического колледжа Австралийского национального университета (2007—2010).
В 2014 году Сайкал был назначен специальным представителем и старшим советником главы исполнительной власти Афганистана. Его работа привела в принятию Афганистана в члены Ассоциации регионального сотрудничества стран Южной Азии (СААРК) и Центрально-Азиатского регионального экономического сотрудничества (ЦАРЭС).
Он также сыграл важную роль в развитии регионального экономического сотрудничества и активно участвовал в переговорах в 2014 году по организации в Афганистане правительства национального единства. В начале 2015 года он рассматривался на пост министра энергетики и водных ресурсов в правительстве национального единства, однако непосредственно перед голосованием в парламенте отозвал свою кандидатуру, которая была заменена на Абдулрахмана Салахи. По некоторым другим источникам, кандидатура Сайкала стала одной из нескольких, отведённых парламентариями из-за наличия второго гражданства (в его случае — австралийского).
Позднее в июне того же года Сайкал был выбран, а с октября 2015 года работает послом и постоянным представителем Афганистана при Организации Объединённых Наций в Нью-Йорке.

## Награды и знаки признания заслуг
- First Class Merit Award от президента Афганистана
- Best Ambassador Award от Министерства иностранных дел Афганистана
- Почётное членство Rotary International[3]